# Dare Viator Partizan
L'equip Dare Viator Partizan (codi UCI: DVP), conegut anteriorment com a Keith Mobel, és un equip ciclista serbi de categoria continental. Creat el 2014, competeix principalment als circuits continentals de ciclisme.

## Principals victòries
- Volta a l'Uruguai: Carlos Oyarzún (2015)
- Volta a Sèrbia: Charalampos Kastrantas (2017)

### Grans Voltes
- Tour de França
  - 0 participacions
- Giro d'Itàlia
  - 0 participacions
- Volta a Espanya
  - 0 participacions

## Composició de l'equip
| \| Llista de l'equip 2017 \| Llista de l'equip 2017 \| Llista de l'equip 2017 \| Llista de l'equip 2017 \| \| Ciclista \| Data de naixement \| Equip previ \| \| \| --------------------------------------------- \| ---------------------- \| ---------------------------------------- \| ---------------------- \| \| Ernad Beganović \| 28 de gener de 1996 \| Start Vaxes-Partizan Cycling Team (2016) \| \| \| Miguel Calatayud Feo \| 30 de desembre de 1996 \| \| \| \| Francisco José Castelló \| 13 de maig de 1996 \| \| \| \| Andrej Galović \| 29 de març de 1997 \| Start Vaxes-Partizan Cycling Team (2016) \| \| \| Ognjen Ilić \| 21 de novembre de 1998 \| \| \| \| Nebojša Jovanović \| 27 de març de 1983 \| Massi-Kuwait Cycling Project (2016) \| \| \| Stefan Jovanović \| 19 de abril de 1995 \| \| \| \| Dušan Kalaba \| 25 de maig de 1996 \| Start Vaxes-Partizan Cycling Team (2016) \| \| \| Nikola Kozomara \| 16 de desembre de 1991 \| \| \| \| Carlos Lorente \| 24 de setembre de 1992 \| \| \| \| José Carlos Nuñez \| 23 de abril de 1982 \| \| \| \| Oscar Sánchez \| 9 de juliol de 1988 \| \| \| \| Javier Valero \| 2 de juliol de 1994 \| \| \| \| Antonio Domene (5 de maig–31 de des) \| 5 de gener de 1991 \| \| \| \| Kharálambos Kastrantás (30 de maig–31 de des) \| 13 de març de 1991 \| \| \| \| Stevan Klisurić \| 8 de juny de 1989 \| \| \| \| Aleksandar Roman (23 de feb–31 de des) \| 24 de novembre de 1996 \| \| \| \| \| \| \| \| \| Fonts: ProCyclingStats Cycling Quotient \| \| \| \| |                        |                                          |  |
| Llista de l'equip 2017 |                        |                                          |  |
| Ciclista | Data de naixement      | Equip previ                              |  |
| Ernad Beganović | 28 de gener de 1996    | Start Vaxes-Partizan Cycling Team (2016) |  |
| Miguel Calatayud Feo | 30 de desembre de 1996 |                                          |  |
| Francisco José Castelló | 13 de maig de 1996     |                                          |  |
| Andrej Galović | 29 de març de 1997     | Start Vaxes-Partizan Cycling Team (2016) |  |
| Ognjen Ilić | 21 de novembre de 1998 |                                          |  |
| Nebojša Jovanović | 27 de març de 1983     | Massi-Kuwait Cycling Project (2016)      |  |
| Stefan Jovanović | 19 de abril de 1995    |                                          |  |
| Dušan Kalaba | 25 de maig de 1996     | Start Vaxes-Partizan Cycling Team (2016) |  |
| Nikola Kozomara | 16 de desembre de 1991 |                                          |  |
| Carlos Lorente | 24 de setembre de 1992 |                                          |  |
| José Carlos Nuñez | 23 de abril de 1982    |                                          |  |
| Oscar Sánchez | 9 de juliol de 1988    |                                          |  |
| Javier Valero | 2 de juliol de 1994    |                                          |  |
| Antonio Domene (5 de maig–31 de des) | 5 de gener de 1991     |                                          |  |
| Kharálambos Kastrantás (30 de maig–31 de des) | 13 de març de 1991     |                                          |  |
| Stevan Klisurić | 8 de juny de 1989      |                                          |  |
| Aleksandar Roman (23 de feb–31 de des) | 24 de novembre de 1996 |                                          |  |
| |                        |                                          |  |
| Fonts: ProCyclingStats Cycling Quotient |                        |                                          |  |

## Classificacions UCI
L'equip participa en les proves dels circuits continentals i principalment en les curses del calendari de l'UCI Europa Tour.
UCI Amèrica Tour
| Temporada | Classificació per equips | Millor ciclista en la classificació individual |
| --------- | ------------------------ | ---------------------------------------------- |
| 2014      | 42è                      | Andreas Keuser (330è)                          |
| 2015      | 19è                      | Carlos Oyarzún (20è)                           |

UCI Àsia Tour
| Temporada | Classificació per equips | Millor ciclista en la classificació individual |
| --------- | ------------------------ | ---------------------------------------------- |
| 2017      | 69è                      | Dušan Kalaba (196è)                            |

UCI Europa Tour
| Temporada | Classificació per equips | Millor ciclista en la classificació individual |
| --------- | ------------------------ | ---------------------------------------------- |
| 2014      | 114è                     | Luka Kotur (730è)                              |
| 2015      | 113è                     | Stefan Stefanovic (519è)                       |
| 2016      | -                        | -                                              |
| 2017      | 85è                      | Kharálambos Kastrantás (299è)                  |